# Kutkowce
Kutkowce (ukr. Кутківці) – dawna wieś, której obszar jest od 1958 dzielnicą Tarnopola o tej samej nazwie.
Pod koniec XIX w. wieś położona w powiecie tarnopolskim (Królestwo Galicji i Lodomerii) w Austro-Węgrzech, 3,7 km od Tarnopola, gdzie znajdowała się parafia katolicka i stacja pocztowa. We wsi była cerkiew greckokatolicka i jednoklasowa szkoła ludowa, w gminie mieszkało 715 osób a 149 na terenie majątku.
W okresie międzywojennym do 1934 r. miejscowość tworzyła odrębną gminę wiejską, która 1 sierpnia 1934 r., w ramach reformy samorządowej na podstawie ustawy o samorządzie (23 marca 1933 r.), weszła w skład nowej gminy Janówka.
W kwietniu 1944 nacjonaliści ukraińscy z OUN-UPA zamordowali tutaj 53 Polaków.

## Urodzeni
- Wasyl Boluch